# 大丸有
大丸有（だいまるゆう）は、東京都千代田区の町名である大手町、丸の内、有楽町の総称。
皇居東御苑、皇居外苑、日比谷公園のそれぞれ東隣にあたり、1872年に元衛町、大手町、道三町、銭瓶町、永楽町、八重洲町、有楽町の7町が誕生。1929年に元衛町、道三町、永楽町の各一部と銭瓶町の全域を大手町に編入、大手町、道三町、永楽町、有楽町の各一部と八重洲町の全域を統合して丸ノ内の町名が誕生したことで大手町、丸ノ内、有楽町の3町となり、1970年に丸ノ内の表記が丸の内に変更され現在に至る。
東京を代表する一等地であるこのエリアは大企業の本社ビルが集積しており、日本最大規模のオフィス街・中心業務地区（CBD）を形成している。皇居の東〜北東側に位置し、東京駅（丸の内）や大手町駅周辺では大規模なビジネス街が、有楽町駅周辺ではオフィスビルや大型商業施設、劇場や映画館などが集積しており、銀座の繁華街とも隣接している。東京駅界隈は三菱財閥がイギリス・ロンドンのシティを模範としたビジネス街として開発を行ってきた歴史を持つことから、現在でも三菱地所が多くのオフィスビルを所有しており、丸の内一帯は「三菱村」とも呼ばれている。
郵便番号が100-0004〜100-0006と、民間企業が入れる住所では皇居から数えて2番目から4番目（1番目は一ツ橋1丁目）になるため、「高い」場所として、ハイソサエティーなブランドイメージを持っている地区でもある。
2000年代以降は都市再生緊急整備地域の指定に伴う再開発により超高層建築物の建設が相次いだ。そのため、官民合同でのヒートアイランド現象抑制への取り組みが非常に活発である。2002年8月には丸の内ビルディング（丸ビル）が、2004年9月14日に日本国有鉄道（国鉄）本社跡地、JTB本社跡地、東京中央ビルヂングの跡地に丸の内オアゾが、その3日後の9月17日に重要文化財の明治生命館を保存しつつ周囲を再開発した明治安田生命ビル（丸の内MY PLAZA）が、さらに2007年4月27日には新丸の内ビルディングがオープンした。
また、東京駅・大手町駅を中心として地下道・地下街が整備されており、八重洲・日比谷・銀座へいたる広大な地下ネットワークを形成している。特に2000年代以降は上述の再開発にあわせて通路の整備が進んだ結果地下道同士がさらに繋がっており、将来的には日本橋・茅場町方面へも接続することになっている。

## ヒートアイランド現象抑制への取り組み
- 緑化
  - 屋上緑化
  - 壁面緑化
- 太陽光発電
- 風の道（海風や冷気の通り道を作り、都市内に蓄積された高温の空気を冷やすことが出来るという考え方。）
- カーシェアリング
- レンタサイクル
- ベロタクシー（自転車タクシー）
- 高反射塗装・保水性舗装等の整備
- 打ち水プロジェクト
- エコ結び（加盟店での購入に際SuicaやPasmoで支払うと、購入金額の一部がエリア内のエコ活動に寄付されるサービス。エリア外でのエコ活動への寄付などが可能な「エコ結びポイント」が付与される。）

などが挙げられる。